# Anaconda's
Anaconda's (Eunectes) zijn een geslacht van slangen uit de familie reuzenslangen (Boidae).

## Naam en indeling
De wetenschappelijke naam van de groep werd voor het eerst voorgesteld door Johann Georg Wagler in 1830. Er zijn vijf soorten, inclusief de pas in 2024 beschreven soort Eunectes akayima.

### Soorten
Het geslacht omvat de volgende soorten, met de auteur en het verspreidingsgebied.
| Naam                                           | Auteur                      | Verspreidingsgebied                                                                             |
| ---------------------------------------------- | --------------------------- | ----------------------------------------------------------------------------------------------- |
| Noordelijke groene anaconda (Eunectes akayima) | Jesús A. Rivas et al., 2024 | Amazonegebied                                                                                   |
| Eunectes beniensis                             | Dirksen, 2002               | Bolivia                                                                                         |
| Eunectes deschauenseei                         | Dunn & Conant, 1936         | Brazilië, Frans-Guyana                                                                          |
| Anaconda (Eunectes murinus)                    | Linnaeus, 1758              | Venezuela, Colombia, Brazilië, Ecuador, Paraguay, Bolivia, Peru, Guyana, Frans-Guyana, Trinidad |
| Dwerganaconda (Eunectes notaeus)               | Cope, 1862                  | Bolivia, Paraguay, Uruguay, Brazilië, Argentinië                                                |

## Uiterlijke kenmerken
De verschillende soorten behoren tot de grootste slangen ter wereld en kunnen enkele meters lang worden. De bekendste soort is de gewone of groene anaconda (Eunectes murinus), die meer dan zes meter lang kan worden. De grootste exemplaren kunnen een lichaamslengte bereiken tot acht meter.

## Levenswijze
Op het menu staan vogels en zoogdieren die worden gewurgd en in één keer worden doorgeslikt. Alle soorten zijn vivipaar (levendbarend). Van de anaconda wordt parthenogenese vermoed.

## Verspreiding en habitat
De soorten komen voor in delen van Zuid-Amerika en leven in de landen Argentinië, Colombia, Brazilië, Ecuador, Paraguay, Bolivia, Peru, Guyana, Frans-Guyana, Trinidad, Uruguay en Venezuela.
De habitat bestaat uit tropische en subtropische bossen, savannen en moerassen.

## Beschermingsstatus
Door de internationale natuurbeschermingsorganisatie IUCN is aan twee soorten een beschermingsstatus toegewezen. Eunectes deschauenseei wordt gezien als 'onzeker' (Data Deficient of DD) en Eunectes beniensis als 'veilig' (Least Concern of LC).